# エベニーザー・アンナン
エベニーザー・アンナン（Ebenezer Annan、2002年8月21日 - ）は、ガーナのサッカー選手。ポジションはディフェンダー。

## 経歴
2024年6月18日、レッドスター・ベオグラードと1年延長オプションつきの3年契約を締結した。
2025年8月7日、ASサンテティエンヌと3年契約を締結した。